# Dusino San Michele
Dusino San Michele là một đô thị ở tỉnh Asti vùng Piedmont thuộc Ý, nằm ở vị trí cách khoảng 25 km về phía đông nam của Torino và khoảng 20 km về phía tây của Asti. Tại thời điểm ngày 31 tháng 12 năm 2004, đô thị này có dân số 951 người và diện tích là 11,6 km².
Dusino San Michele giáp các đô thị: Cantarana, San Paolo Solbrito, Valfenera, Villafranca d'Asti và Villanova d'Asti.